# Velvet Rose
Velvet Rose (McKinney, Texas; 13 de junio de 1980) es una actriz pornográfica estadounidense.
Rose era una alumna sobresaliente en idiomas en el colegio, y poco después de su graduación en 1998, se mudó a Alemania. A los 19 años se convirtió en bailaina exótica, actuando en Alemania y Austria durante su primer año y luego en Suiza, Holanda, Noruega, Islandia, Japón, Dallas, Vancouver, Canadá y Guam. Luego de vivir 4 años en Alemania regresó a los Estados Unidos, y en abril de 2002 se mudó a Hollywood, California a fin de seguir una carrera en películas para adultos. Hizo su primera escena sexual dos días después de su cumpleaños 22. En agosto de 2002 firmó un contrato de exclusividad por un año con Heatwave Entertainment, pero el contrato finalizó en enero de 2003. Rose luego declaró al respecto "Ambos teníamos ideas distintas para mi carrera. En que dirección debe ir y en cual no". Para el 2004, Rose era copresentadora del programa de televisión para adultos Spice Clips, en DirecTV.

## Premios
- 2003 Premios XRCO nominada – Unsung Siren[5]
- 2005 Premios AVN nominada – Mejor Escena de Sexo en solitario – Rub the Muff 9[6]